# Teluk Pulau Hulu
Teluk Pulau Hulu is een bestuurslaag in het regentschap Rokan Hilir van de provincie Riau, Indonesië. Teluk Pulau Hulu telt 3085 inwoners (volkstelling 2010).